# Тисакечке
Тисакечке (угор. Tiszakécske) — місто в медьє Бач-Кішкун в Угорщині. Місто займає площу 133,27 км², на якій проживає 11 856 мешканців.

## Історія
Археологічні знахідки свідчать про те, що дана місцевість була населена вже півтори тисячі років тому. Відомості про сформоване поселення відносяться до XI—XIII століть. Перший документ із згадкою поселення під назвою Кечке (Cechke) датується 1332 роком.
Повільний ріст поселення припинився з початком османської окупації угорських земель.

## Відомі уродженці
- Ференц Шереш (нар. 3 листопада 1945) — угорський борець греко-римського стилю, бронзовий призер чемпіонату світу, дворазовий бронзовий призер чемпіонату Європи, бронзовий призер Кубку світу, бронзовий призер Олімпійських ігор[1].

## Міста-побратими
- Люббекке, Німеччина